# Шарангович, Василий Петрович
Василий Петрович Шарангович (бел. Васі́ль Пятро́віч Шаранго́віч; 14 января 1939, д. Кочаны, Поставский повет, Виленское воеводство, II Речь Посполитая — 31 декабря 2021, Минск, Белоруссия) — белорусский график и педагог. Заслуженный деятель искусств БССР (1978). Заслуженный деятель культуры Польши (1986). Народный художник БССР (1991). Профессор (1981). Брат белорусского графика Константина Петровича Шаранговича.

## Биография
Родился 14 января 1939 года в деревне Кочаны Поставского повета Виленского воеводство II Речь Посполитая (ныне Мядельский район Минской области Белоруссии).
Окончил Минское художественное училище и в 1966 году Белорусский театрально-художественный институт (ныне Белорусская государственная академия искусств). В 1967—1998 годах преподавал в Белорусской академии искусств (в 1972—1989 годах — заведующий кафедрой, в 1986—1989 годах — проректор, в 1989—1997 годах — ректор). С 1997 по 2009 годы занимал должность директора Музея современного изобразительного искусства в Минске. Сейчас эту должность занимает его дочь — искусствовед Наталья Васильевна Шарангович.
Умер 31 декабря 2021 года. Похоронен  на Восточном кладбище Минска.

## Творчество
Работал в области книжной и станковой графики. Творчеству Шаранговича свойственно разнообразие графических и стилистических приёмов, чёткость рисунка, эмоциональность и глубокое содержание изображений.
Работы в книжной графике отличаются тонким пониманием структуры и стиля литературного произведения, глубоким проникновением в психологию персонажа, острым чувством гармонии элементов книжного оформления: «Вильнюсские коммунары» М. И. Горецкого (1965), «3 мои хроники» Я. Коласа, «Десять дней, которые потрясли мир» Дж. Рида (обе 1967), «Моя Беларусь» Т. К. Ходкевича, «Сборник сочинений» М. А. Богдановича (т. 1-2, оба 1968), «Земля Новогрудская, земля моя родная…» А. Мицкевича, «Соловей» З. Бядулы (обе 1969), «В. И. Ленин» В. В. Маяковского (1970), «Золотой ключик, или Приключения Буратино» А. Н. Толстого (1971), «Стихи» Якуба Коласа (1972), «Сорок третий» И. Я. Науменко (1974), «Стихи» (1978) и «Вечная песня» (1981) Янки Купалы, «Исповедь сердца» А. П. Белевича (1978), «Пан Тадеуш» Мицкевича (1985, 1998), «Старые белорусские хроники» В. С. Короткевича (1988), «Новая Земля» Якуба Коласа (2002).
Реквием человеческому мужеству и стойкости в годы Великой Отечественной войны, воплощённый строгими изобразительными средствами, звучит в цикле выразительно сильных гравюр «Память о горящих деревнях» (1979—1985). В своих станковых произведениях Шарангович широко использует национальные художественные традиции, символы и метафоры, во многих произведениях ощутима поэтизация человеческого существования с его красотой и драматизмом, коллизиями, что достигается своеобразием цветовой перспективы, ритмической организации пространства: «Смерть Гражины» (по А. Мицкевичу, 1970), «Портрет Франца Скорины» (1971), «Горшечник» (1973), «И кто там идёт» (1976), сериал «Край Нарочанский» (1972—1975), «Блокада. 1943» (1974), триптих «Где обида выросла навсегда» (1982) и другие.
В 2009 году вышла автобиографическая повесть Василия Петровича Шаранговича «Ген жизни».

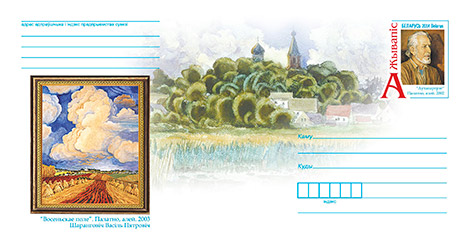

## Премии и звания
- 1978 — Заслуженный деятель искусств БССР
- 1986 — Государственная премия БССР
- 1986 — Заслуженный деятель культуры Польши
- 1991 — Народный художник Беларуси

## Память
- Памятник народному художнику Беларуси, лауреату Государственной премии Василию Шаранговичу и его супруге Галине на Восточном кладбище г. Минска (2024).